# خانه کارنوال
خانه کارنوال (به انگلیسی: Carnival House) یک ساختمان اداری برجسته در شهر ساوت‌همپتون، همپشر، انگلستان است. این ساختمان مرکز کارنوال کورپوریشن در بریتانیا بزرگترین شرکت کشتی‌های گردشی در جهان است. این ساختمان به طور رسمی در یکشنبه ۱۹ ژوئیه ۲۰۰۹ افتتاح شد. خانه کارنوال شامل دفاتر اصلی پی اند او کروز و کونارد لاین می‌باشد.

این دفتر همچنین دفترهای انگلیس پرنسس کروز (که در سانتا کلاریتا، کالیفرنیا اداره می‌شود) و سابورن هلند امریکا لاین (که در سیاتل، واشینگتن مستقر است) می‌باشد. الگوهای موج مشخصی در دو طرف نمای ساختمان نشان‌دهنده انتشار امواج اقیانوسی هستند و با استفاده از داده های ماهواره‌ای فرازیاب (داده‌های بی نظیر ارتفاع سطح دریا از ارتفاع سنجی ماهواره‌ای ارائه شده توسط پائولو کاپولینی و پتر چنلات) از مرکز ملی اقیانوس‌شناسی ساوت‌همپتون ایجاد شده است.

## آمار
- خانه حدود ۱٬۱۱۸ کارمند دارد.
- کارکنان را از پنج ساختمان در شهر جمع می‌کند.